# Кристифор Колумбо
Кристифор Колумбо (итал. Cristoforo Colombo, шп. Cristóbal Colón, порт. Cristóvão Colombo; Ђенова, 30. октобар 1451 — Ваљадолид, 20. мај 1506) био је трговац и морепловац из Ђенове који је постао први конкистадор Новог света. Као предузимљиви трговац, тражио је путеве који би му омогућили приступ драгоценим металима и луксузној роби. Од 1492. до 1504. имао је четири путовања у Нови свет, где су његови људи од трговаца и морнара, преко ноћи постали освајачи и колонисти. Прибавили су Шпанији огромну и богату област са друге стране океана и обележили границе царства које је било скоро два пута веће од Европе.

## Порекло и лик проналазача
Историчари највећим делом сматрају да је рођен у Републици Ђенови, у делу данашње Италије, мада постоје разна нагађања о његовом родном месту. Неки сматрају да је каталонског, галицијског или португалског порекла. Према ДНК тестирањима из 2024 године, Колубо је био сефардски Јеврејин. Отац му је био Доменико Колумбо, ткач и трговац, припадник средње класе, а мајка Сузана Фонтанароса.
Део документоване историје о његовом животу креће од 1476. године, када је стигао на португалску обалу као жртва бродолома у поморској борби. Године 1479, или 1480. родио му се син Дијего Колумбо.
Колумба савременици описују у три црте: тајанствен, поносан и уверен да је оруђе Божанства. И дела фра Бартоломеа де Лас Касаса пружају неке значајне црте његовог лика. Говори нам да је био: „Високог тела, вишег од просечног; лица дугог и моћног, нос орловски, очи плаве, белог тена који је ишао ка упаљено црвеној, брада и коса, када је био момак, плави, али су му због раног рада брзо постали седи“. Лас Касас такође бележи да је био „духовит и весео, добар говорник, и како каже званична португалска историја, елоквентан и успешан у својим пословима. Имао је изглед поштоване особе велике моћи и ауторитета, и достојне сваке наклоности“. Свештеник тврди да је Колумбо био крајње марљив према божанској части, да је поштовао све најстроже постове, исповедао се и причешћивао. Брзо је научио да чита и пише, а био је експерт за латински језик.
Фелипа Монис Перестрело, племкиња из Португалије, била му је супруга. Њен отац, први гувернер острва Порто Санто, недалеко од Мадере, оставио је по смрти одређене нацрте о путовању преко Атлантског океана у које се Колумбо предано удубио. И у Лисабону, као и на Мадери, где је живео извесно време, обузела га је грозница за поморским открићима, која се ширила из Португалије. Касније, у манастиру Ла Рабида ослушкивао је разговоре искусних помораца о знацима и о самој земљи коју су угледали западно од Ирске. На неким мапама су чак била уцртана и острва која су лежала далеко на западу у неиспитаном океану.

## Кристифор Колумбо - гусар
Између своје двадесете и двадесет пете године, због великог ривалства и ратова међу суседима, Колумбо је постао гусар. У то време, гусарење је била легална форма рата. Један град или држава су дозвољавали борбу против непријатеља, али при томе је морало да се држи одређених правила и морао је бити остварен договор између нападача и жртве. Колумба многи нису могли да замисле као гусара, већ су га оптуживали да је варалица, а он би се у ситуацијама опасним по живот, обратио Католичким краљевима, подсећајући их на своје поморске подвиге. Године 1501. изјавио је:
Од ране младости одох на море да пловим, и то наставих до данас… И већ је прошло четрдесет година откако то чиним. Свуда куда се данас плови, све сам то прошао.
Он је човек чији је боравак у Португалији од 1476. до 1485. био одлучујући за пловидбу по Атлантику. Савршено је познавао Медитеран и комерцијалну руту између Иберијског полуострва и Италије. На Медитерану је испекао занат. Између 1470. и 1473. је пронађено пет докумената који су припадали Колумбу. У њима пише о својим дуговима према италијанским трговцима, потписивању тестамента свог пријатеља и продаји куће у корист своје жене. Захваљујући овим подацима, јасна су нам сва Колумбова кретања.

## Измишљене земље и места у Колумбовом пројекту
Колумбо је са сигурношћу у новој земљи локализовао нове библијске пределе, земље из маште, села и људе окружене митовима и легендама. Говорио је о Магичним краљевима и њиховом путу у Витлејем, скривеном потомству Амазонки из Антике и планинама злата краља Соломона. Да би се разумело овакво Колумбово размишљање, потребно га је сагледати из два различита угла.
Први говори о средњовековном човеку са маштом и веровањима, док га други представља као апостола Новог света. Колумбо је за себе изјавио да је грешник коме се догодило чудо, и Бог му је дао интелигенцију да може да плови, иде из Шпаније у Индију, прелазећи океане на западу. Овим уверењем, он се поистовећује са филозофима, астролозима, мудрацима и теолозима и гради свој свет из маште.
Највише су га забрињавале Амазонке из Индија, жене ратнице које су живеле на острву организованом као женска република. Радиле су све мушке послове, а са мушкарцима се састајале само због потомства. Колумбо је био уверен да су биле повезане са Амазонкама из Антике и желео је то да докаже.
Открио је острво Хиспањолу и руднике злата и разуверио народ о постојању чудовишта и змајева на тим просторима, јер он на њих није наишао. Говорио је о Соломону и пронашао место за краљевину Сибе.
Средњовековни писци су доста писали о Земаљском рају. Мислили су да се налази на нејасном и непознатом Истоку, између високих планина, да из његовог извора избија вода из које настају четири велике реке. По повратку из Индија, Колумбо потврђује да је Земаљски рај на истоку, јер је то мирно место на коме га није задесила ниједна олуја.
На свом првом путовању, одредио је тачку или линију океана која му је била граница, а на свом трећем путовању из 1498. године је рекао да земља није округла како је описују, већ да је у облику крушке, и да постоји једна „брадавица” која је најближа небу и на којој се налази Земаљски рај.
Године 1490, је мислио да је близу те „брадавице”. Пловио је кроз заливе и околне обале, и једно од тих места је назвао Вртови. У Земаљском рају је постојао извор слатке и слане воде, који га је фасцинирао јер се никада пре није сусрео са нечим сличним.

## Догађаји који су претходили експедицији
Великој Колумбовој експедицији су претходили догађаји који су непосредно утицали на њу. То је Колумбов договор са Католичким краљевима и уговор из Санта Феа, који је склопио са секретаром у њихово име.

### Договор са Католичким краљевима
Пред сам почетак 1492. године, Колумба је изједала помисао да због оклевања Католичких краљева и кашњења, неко други може преузети његов тријумф. Одлучио је да напусти Кастиљу и потражи другу земљу и друге владаре. Зауставио се у конвенту Ла Рибалда. Фра Хуан Перес, који је био краљичин благајник и исповедник, отворио му је врата. После дугог разговора, одлучио је да напише писмо краљици Изабели и задржи Колумба у манастиру док не добије одговор.
У последњем тромесечју 1490. године и пред сам крај рата за ослобођење Гранаде, наређено му је да се обуче пристојно, купи коња и појави се пред њеним Височанством. У јануару 1492. расправљано је о његовом пројекту. Окупили су се утицајни људи. Било је неслагања и много различитих мишљења. Опет су му рекли да „оде у добри час“. Није се много удаљио од Гранаде, када га је стигао официр са двора, рекавши да је добио наређење да му каже да се врати.
Велику заслугу у томе имао је Луис де Сантанхел, који је чак и позајмио две хиљаде петсто ескудоса фонду Круне како би се исплатила флота. У свом делу „Књига о предсказањима“ из 1502. Колумбо каже: „Сви они који су знали за мој подухват, са смехом су га негирали и оспоравали“.

### Уговор из Санта Феа
Уговор из Санта Феа је био најбитнији писани акт у историји открића Америке. Написали су га арагонски секретар Хуан де Колома, у име Краљева, и фра Хуан Перец, заступник Колумба. Неки научници сматрају да је овај уговор био само чин краљевске милости.
Круна се обавезала да ће наградити Колумба на следећи начин:
1. Именован је Адмиралом Океанског мора и изједначен са врховним Адмиралом Кастиље. Овај положај је био наследан.
2. Добио је звање вицекраља и гувернера свих простора које буде открио.
3. Добиће десети део целокупне добити.

Дали су му право да учествује у осмини трошкова било које трговачке флоте и самим тим добије осми део добити коју она оствари.
Други документи који су били издати пред путовање су:
- заповест свим градским властима да Колумбу дају сву потребну помоћ;
- краљевска одлука за ослобађање од пореза свих ствари које ће Колумбо узети за флоту;
- писмено осигурање за све морнаре који се укрцају;
- одобрење за препуштање Колумбу три каравеле које он одабере итд.

Успео је чак и да убеди краљицу да његовог сина Дијега именује за пажа свом сину, принцу Хуану, са дохотком од 9,400 мараведија годишње.

## Прво Колумбово путовање
„И кренух ја из града Гранаде, дванаестог дана месеца маја исте године, 1492, у суботу, и дођох у град Палос, луку на мору, где припремих три брода веома погодна за овакав подухват.“
Трошак око припремања проналазачке флоте био је приближно два милиона мараведија. Тај трошак није пао само на круну, већ и на град Палос и на самог проналазача. Католички краљеви су дали 1.140.000 мараведија. Они су ту суму позајмили од свог писара. Од тога је милион отишао на куповину каравела, а остало је унапред дато као плата Колумбу. Сам Колумбо је према уговору из Санта Феа требало да уложи осмину трошка флоте. Тај новац му је највероватније позајмио трговац робовима, Фирентинац Хуаното Берарди. Грађани Палоса су се, на до сада неутврђен начин, замерили монарсима. Због тога су добили наредбу да о свом трошку опреме три каравеле које ће у корист Колумба пловити два месеца. Ипак, мало људи је било упознато са поморским даром Колумба, и мало њих му је веровало. Само четири добровољца су се у почетку пријавила и четири криминалца осуђена на смрт, који би се на тај начин спасили. Велики поморац из Палоса, Мартин Алонсо Пинзон, био је човек кога је требало привући. Када је он пристао да пође са Колумбом, повео је и многе друге, укључујући двојицу браће. На дан Госпе од Ла Рабиде, 2. августа 1492, Колумбо је наредио укрцавање. Испловиле су две каравеле, Пинта и Ниња, и једна лађа, Санта Марија. Ова последња је носила око 150 тона, Пинта око 100, а Ниња нешто мање. До данас није дат тачан број Колумбових сапутника, али се сматра да их је било око 100.
Ова посада није се ни по чему битно разликовала од осталих. Једино што је било другачије био је страх од непознатог. Луис Торес био је преобраћени Јевреј. Говорио је хебрејски, халдејски и нешто арапског, па је капетан мислио да му затражи помоћ приликом превођења. Као основне намирнице понели су бродски двопек, вино, маслиново уље, пасуљ, боб, сланину, усољено месо итд. Било је и великих резерви дрва и воде.
Прво капетаново наређење било је да се крене према Канарским острвима, где би допунили резерве воде и хране. Три брода су се 2. септембра окупила на Гомери. Два дана касније, наставили су своје путовање. Дана 9. септембра, острво Јеро је нестало са видика и започета је њихова авантура. Тог дана је Колумбо решио да води два рачуна о даљини коју су бродови препловили, један тачан и тајни, и један који је свакога дана објављивао. У ноћи између шестог и седмог октобра, дошло је до прве побуне.
Баскијски и кантабријски морнари отворено су се сукобили са Колумбом. Утицајна браћа Пинзон су пак стала на његову страну и запретила да ће погубити свакога ко се побуни. Онда је у ноћи између деветог и десетог октобра дошло до опште побуне, у коју су била укључена и браћа Пинзон. Тада је Колумбу речено да ће у правцу запада пловити још три дана. Ако до тада не нађу копно, вратиће се у Шпанију. Гванахани или острво Сан Салвадор, угледали су 11. октобра 1492. око два сата после поноћи. Хуан Родригес Бермехо први је узвикнуо: „Земља!“. Колумбо је свечано заузео ту земљу у име њихових Височанстава.

## Друго Колумбово путовање и насељавање Индије
Боравак Кристифора Колумба у Каталонији је био значајан тријумф у коме је бескрајно уживао и чији су сведоци били краљеви, угледни чланови клера, амбасадори, путници и један део народа.
У јуну је кренуо у Севиљу како би припремио нову флоту. Са њим је кренуо Хуан Родригес де Фонсека, велики организатор флота за Индију.
Намера је била да се што пре крене на море, да се пре од Португалаца открију источне земље - „У моју службу пожурите са вашим одласком“, написала је краљица Колумбу. Ово друго Колумбово путовање се квалификовало као колонизаторско, али по речима једног од најбољих познавалаца тог доба, Хуана Переса де Туделе, оно није било баш такво.
Од око 1200 људи који су препловили Океан, око 800 су били „људи за битку“. Међу њима је била и група која је касније имала главну улогу у сукобу између самих Шпанаца. Другу бојну групу су чиниле занатлије, које су биле позване да граде тврђаву или град у тој далекој земљи. Позната су имена прве три жене које су учествовале у експедицији - Марија де Гранада, Каталина Родригес и Каталина Васкес.
Од пољопривредних производа и стоке, понели су семена многих биљака, као и грла различите стоке. Експедиција је повела и прве коње, магарце, свиње, козе, псе, мачке и кокошке, прве у Америци.
Дана 25. септембра 1493, подигнуто је сидро из луке Кадиз, и поведено је 17 бродова у правцу Канара, предворју Индија. Командни брод се звао Маригаланте, а у експедицији су биле и каравеле Пинта и Ниња.
Познате личности које су се истакле у колонизацији су, међу осталима, били Понсе де Леон, Хуан де Ескивел, Алонсо де Охеда, Алварес Ћанка, Мигел де Кунео де Савона, Колумбов брат Дијего и многи други.
Флота се упутила ка Канарима, и 2. октобра стигла на острво Гран Канариа, а три дана им је требало да стигну до Сан Себастијана на Гомери, где су остали само два дана. Између 3. и 7. октобра, напустили су Гомеру и наставили пловидбу. Након двадесет и једног дана су угледали копно Антила.
Првом острву које је угледао, Колумбо је дао име Десеада (шп. Deseada) и то је било прво острво у пределу који је назвао „Улазак у Индије“. Опловивши острво Доминику и свечано заузевши земљу на острву Маригаланте, усидрили су се до Гвадалупе. Колумбо је био вешт и водио је флоту по опасним водама као да је ишао познатим путем. Прошао је и тешки архипелаг Једанаест хиљада девица.
Око 19. новембра је угледао и открио друго велико острво, које је назвао Сан Хуан Баутиста. Дана 22. новембра је стигао до Хиспањоле, а 28. новембра је дошао у тврђаву Навидад. Тамо га је сачекао поражавајући призор - 39 чланова посаде који су ту остали да чекају, било је мртво. Из записа тог времена може се сазнати о немирима и сукобима између самих Шпанаца.
Кристифор је 7. децембра 1493. одлучио да дигне сидро из Навидада и потражи бољу обалу на којој би направио насеље. То прво насеље је назвао Изабела, у част краљице Изабеле. Поделили су земљу, уцртали план града и 6. фебруара 1494. је прослављено оснивање. Црква, болница, магацин и утврђење за Колумба су подигнути од камена, док су приватне куће саграђене од дрвета и сламе.
Земља је била плодна за поврће, али не и за винову лозу и житарице. Једна од првих Кристифорових брига је била испитивање залиха региона Сибао, те је тамо послао две групе под командом Охеде и Корбалана. Након њиховог повратка и оптимистичног расположења, Колумбо је оставио брата Дијега на челу Изабеле, и са око 500 људи 12. марта кренуо у истраживање. Стигавши до брда окруженог реком Ханико, наредио је да се сагради тврђава Санто Томас. 21. марта се вратио у Изабелу и као команданта тврђаве је оставио племића Педра Маргарита.
Неколико дана пошто је друга флота пристала на Еспањолу, Колумбо је наредио да једна каравела оплови њене обале, за шта јој је било потребно 40 дана. Коначно, 2. фебруара, каравела је испунила свој задатак и донела опис положаја и облика острва Еспањола. Тих дана када је ова каравела послата, Кристифор је послао и пет бродова ка јужном копну да истраже зону. Експедиција је стигла до Кумане. Вратили су се у Изабелу након 2. фебруара 1494.

## Треће Колумбово путовање
Трећа флота била је састављена од свега осам бродова, од којих су два испловила у фебруару 1498. године као претходна помоћ за колонију, под командом Пероа Ернандеса Коронела. На треће путовање, Колумбо је кренуо из луке Санлукар де Барамеда поред Кадиза 30. мај а 1498. године са преосталих шест бродова у име Светог Тројства.
Колумбо је желео да поведе 500 људи, иако је било предвиђено да иде њих 300, међутим, на крају се укрцало свега 250 људи. На броду су биле и две жене.
На Канарским острвима, 20. јуна, флота се поделила, а Колумбо је са три брода кренуо ка југу, док су преостала три брода кренула ка Хиспаниоли, носивши намирнице колонистима.
Дана 13. јула, дошло је до страшне невоље, када су упали у зону мртвог мора. Снажан ветар који је дувао осам дана, доста је отежао њихово путовање. Први пут након тога, 31. јула, угледали су копно и дато му је име Тринидад.
Дана 1. августа 1498 године, открио је обалу и ушће велике реке, а касније се испоставило да је открио јужноамерички континент и ушће Оринока. После тога, кренуо је да испитује обале данашње Венецуеле и открио острва Свети Винсент, Гренада и Маргарита.
У Хиспаниолу је стигао 31. августа 1498. године у град Санто Доминго. На острву је владала потпуна анархија и избила је побуна против Колумба. Пет бродова напустило је острво и отишло за Шпанију. Међу онима који су се вратили, многи су се жалили краљу и краљици окривљујући Колумба. Одлучују да пошаљу Франсиска Бобадиљу да замени Колумба на месту вицекраља. Он стиже у Хиспаниолу 23. августа, а 1500. године. почетком октобра, затвара Колумба и његову браћу и шаље их у Шпанију да им се суди.
Током путовања, Колумбо је написао писмо шпанским краљевима, које им је предато по доласку у Шпанију крајем новембра 1500. године. Писмо је имало ефекта - Бобадиља је позван да се врати у Шпанију. Октобра 1501. године. Колумбу је дозвољено да организује ново путовање, али му је забрањено да се врати на Хиспаниолу. Одузета му је титула вицекраља, али је задржао титулу адмирала.

## Четврто Колумбово путовање
Последње Колумбово путовање на челу Краљевске ескадре значајно је у историји истраживања и освајања Америке. На путовање је кренуо из Кадиса 9. маја 1502. иако није имао дозволу краља, морао је да оде до Сан Доминга (једина шпанска база у Новом Свету). На Сан Домингу се тридесет бродова спремало да исплови, упркос Колумбовим упозорењима да ће бити буре они су кренули. Двадесет бродова је потонуло, међу њима су били и Бобадиља и Ролдан.
Само четири брода је успело да се спаси те буре и отпловили су на Јамајку и јужни део Кубе, а одатле су наставили пловидбу кроз Карипско море. Колумбо је путовао ка западу. Једрећи од рта коме је дао име Gracia a Dios, затим одатле на југ, испитао је обале Хондураса, Никарагве и Костарике до Панамског канала.
Колумбо је поставио себи задатак да плови док не наиђе на земљу са друге стране обале. Он је од урођеника, на чију је земљу дошао и од којих је чуо да та земља која обилује богатством постоји, добио тачна упутства како би та земља требало да изгледа, а ни сам није знао да се већ налази на тој другој обали.
Настављајући своје путовање на југ дошао је до тачке до које је и сам Бастидас стигао, и они су о том месту разматрали када су се претходно састали у Сан Домингу.
На основу упутстава која су им дали Краљеви, покушали су да на том месту оснују насеље. На челу тог покушаја био је Бартоломе. Међутим, овде урођеници нису били као на Хиспаниоли и нису им то никако дозволили, бранили су се свим силама. Неколико Шпанаца је погинуло, остали су рањени, а међу њима и сам Бартоломе. Колумбо је послао неколико људи на једном чамцу да траже помоћ у Хиспаниоли. Помоћ од два брода стиже 25. јуна 1504.
За Шпанију креће 12. септембра, где стиже 7. новембра, уморан и болестан.

## Крај живота
Постоје многе легенде о Колумбовим последњим данима. Најмање истинита јесте та да је Колумбо своје последње године живота провео у беди и немаштини. Сам Колумбо био је кривац за то. Током свог четвртог путовања, послао је писмо у коме је описао све потешкоће са овог путовања. Мали део тог писма је: „Данас немам у Кастиљи крова: ако хоћу да једем или да спавам, немам ништа од крчме или таверне, и често немам да платим свој део.“ Бартоломе де Лас Касас, написао је, између осталог: „... Умро је у беди и одузете имовине и части које је са тако огромним и невероватним опасностима, знојем и радом заслужио, остављен без ичега, срамно, без наређења правде, бачен у окове, затворен, без могућности да се чује и да му се верује...“.
Колумбо је завршио своје последње путовање и у Санлукар је стигао 7. новембра 1504. године. Одатле је отишао у Севиљу, где га је болест дотукла. Захтевао је да се види са Католичким краљевима, јер је само у њима видео наду за спас. Шест месеци је био закован за кревет, јер га је путовање од Санлукара до Севиље исцрпело.
Пред крај живота тражио је, на основу раније закључених уговора, да му шпанска круна исплати 10% од профита оствареног у новооткривеним земљама, што је одбијено. Колумбо је умро у Ваљадолиду 20. маја 1506. као веома богат човек. Првобитно је био сахрањен у Ваљадолиду, а затим је пребачен у Севиљу. Гувернер Хиспаниоле је 1542. пребацио његове остатке у Санто Доминго. Када су Французи 1795. заузели Санто Доминго, његови остаци су пребачени у Хавану. Остаци су поново пребачени у Севиљу када је Куба 1898. постала независна. Разлози за пренос костију у Шпанију су били због сукоба Америке и Шпаније.

## Занимљивости и мање познате чињенице о Колумбу
- Колумбо је једна од три особе које имају свој празник у САД. Дан Кристифора Колумба слави се другог понедељка у месецу октобру, чиме се прославља његово допловљавање до америчких обала. Друге две особе које, поред Колумба, имају свој празник су Џорџ Вашингтон и Мартин Лутер Кинг Јуниор.
- Оптужен је да је донео европске болести у Америку, попут колере и вируеле.
- Рођен је у Ђенови, у Италији, а оригинално име му је Cristoforo Colombo. Ипак, већину свог живота проживео је у Шпанији и Португалији.
- Био је најстарији од петоро деце.
- Имао је два сина, са двема различитим женама.
- Прекинуо је своје образовање због недостатка новца.
- Постао је морепловац у својој четрнаестој години, а касније је за живот зарађивао продајући мапе и поморске карте.
- Своју идеју о проналаску новог пута ка Азији, идући ка западу, изнео је португалском краљу Џону, али је након неколико месеци чекања добио одговор: „Хвала, али баш и нисам заинтересован.” То није поколебало његову одлучност да пронађе пут ка Азији. Одговор краљице Изабеле на Колумбов план, био је да су му планови нереални, да тражи превише новца и превише бродова. Ни ово одбијање га није спречило да оствари свој циљ.
- Тражио је титулу и једну десетину укупног профита Шпаније уколико пронађе пут до Индије.
- Краљици Изабели је било потребно шест година да пристане на Колумбов план. За то време, он је већ одустао од њега и био је неколико километара ван града када га је пресрео краљичин курир и пренео му поруку.
- Веровао је да је највећи проблем набавити новац и бродове, али је схватио да постоји један већи. Када је краљица Изабела прихватила његов предлог, Колумбо је кренуо у потрагу за посадом. Тада још нико није веровао да је Земља округла и сви су се бојали да ће брод, када дође до краја Земљине плоче, пасти и да ће сви изгинути. Нико није хтео да ризикује.
- Донета је одлука да ће против свих злочинаца бити обустављен поступак уколико се одлуче да постану део Колумбове посаде. Чак и уз такву понуду, посада Кристифора Колумба је бројала само четири затвореника.
- Оба његова сина су ишла са њим у истраживачке походе.
- Колумбо је (многим Европљанима) открио велики део Карипских острва, Јужне и Средње Америке.
- Иако је три пута био и вратио се, није никад закорачио на тло Северне Америке.
- Најпознатији је по откривању Новог света, а умро је у уверењу да је дошао до Индије.
- Године 1476, је у бици потопљен брод на ком је био, али је успео да доплива до обале.
- Дана 20. маја 1506. године, Кристифор Колумбо је умро на шпанском двору у граду Ваљадолиду.[9]

### „Колумбово јаје“
„Колумбово јаје“ је израз који се везује управо за њега, човека који је открио Америку 1492. године. Међутим, на шта се тачно односи? „Колумбово јаје“ је, према RAE, дефинисано као лако решива загонетка која на први поглед делује тешко. Наиме, Колумбо је седео за столом са многим шпанским племићима. Један од њих је тада рекао: „Господине Колумбо, чак и да ваша висост није открила Индију, сигурно би се нашла још нека особа која би то учинила." На ово Колумбо ништа није одговорио, само је затражио да му донесу једно јаје. Поставио га је на сто и рекао: „Господо, кладим се да нико од вас није способан да учини да ово јаје стоји, баш овако као што ћу ја да урадим.“ Сви су покушали, али безуспешно. Тада је Колумбо ударио о сто и јаје је стало онако како је замислио. После овога, многи су успели да ураде исто. Сви присутни су остали затечени, и разумели шта је овим гестом хтео да каже - након што је нешто учињено, свако може то исто да понови.

## У популарној култури
Колумбо се појављује као један од протагониста у шпанској серији Конквистадори: Авантура из 2017.

## Галерија
- Колумбов потпис
- Колумбова мапа
- Колумбов дан 9. октобар 2000.
- Колумбо на капији манастира Света Марија де ла Рабида са сином Дијегом
- Колумбо на новчаници од 5000 лира
- Колумбо на кованицама
- Скулптура К. Колумба
- Поштанска маркица са Колумбовим ликом
- Колумбо разбија јаје
- Статуа Кристифора Колумба у манастиру Ла Рабида
- Колумбов музеј у Ваљадолиду
- Колумбов брод-Ниња
- Колумбов брод-Пинта
- Колумбов брод-Санта Марија
- Колумбов дан